# 坐標曲面
一個三維坐標系的坐標曲面，是這坐標系中，一個坐標的等值曲面；稱為這個坐標的坐標曲面。一個三維坐標系的坐標曲線，是這坐標系中，兩個不同坐標曲面的交集。所以，這坐標曲線有兩個坐標是常數；稱這坐標曲線為另外一個坐標的坐標曲線。

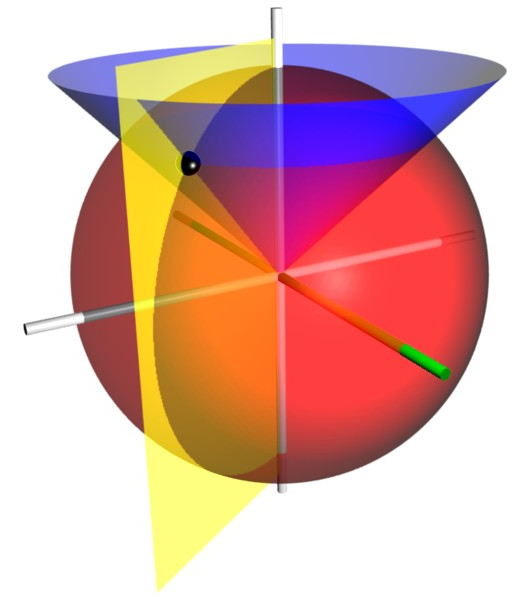
球坐標 的坐標曲面。紅色的圓球面是 等值面。藍色的圓錐面是 等值面。黃色的半平面是 等值面。 z-軸是垂直的。 x-軸是綠色的。三個坐標曲面相交於點 P （以黑球表示）。

擧例而言，球坐標系 {\displaystyle (r,\ \theta ,\ \phi )\,\!} 的徑向距 {\displaystyle r\,\!}-坐標曲面是個圓球面：
{\displaystyle r=R\,\!} ；
其中，{\displaystyle R\,\!} 是常數 。
用直角坐標 {\displaystyle (x,\ y,\ z)\,\!} 來表示：
{\displaystyle x^{2}+y^{2}+z^{2}=R^{2}\,\!} 。
相似地，天頂角 {\displaystyle \theta \,\!}-坐標曲面是圓錐面，方位角 {\displaystyle \phi \,\!}-坐標曲面是半平面。
球坐標系的徑向距 {\displaystyle r\,\!}-坐標曲線，是從原點往外方的徑向射線，是 {\displaystyle \theta \,\!}-坐標曲面與 {\displaystyle \phi \,\!}-坐標曲面的交集。
坐標單位向量是垂直於坐標曲面的單位向量。坐標單位向量指向坐標曲面的等值坐標最快增值的方向。例如，球座標系的徑向坐標單位向量 {\displaystyle \mathbf {e} _{r}\,\!} 與徑向單位向量 {\displaystyle {\hat {\mathbf {r} }}\,\!} 同方向；是徑向距 {\displaystyle r\,\!} 最快增值的方向。
在二維坐標系裏，坐標曲線也有定義：每一個坐標的坐標曲線就是另外一個坐標的等值曲線。